# Bernie Ulman
Bernhard „Bernie“ Ulman (* 16. Dezember 1917; † 1986) war ein US-amerikanischer Schiedsrichter im American Football und Lacrosse.

## NFL-Karriere
Ulman war Head Linesman im AFL-NFL Championship Game im Jahr 1967, welche heute als Super Bowl I bekannt ist, in der Crew unter der Leitung von Norm Schachter. Super Bowl XI leitete er als Hauptschiedsrichter. Nach der Saison 1977 trag von seinem Amt zurück.